# Bremerhaven

Położenie miasta

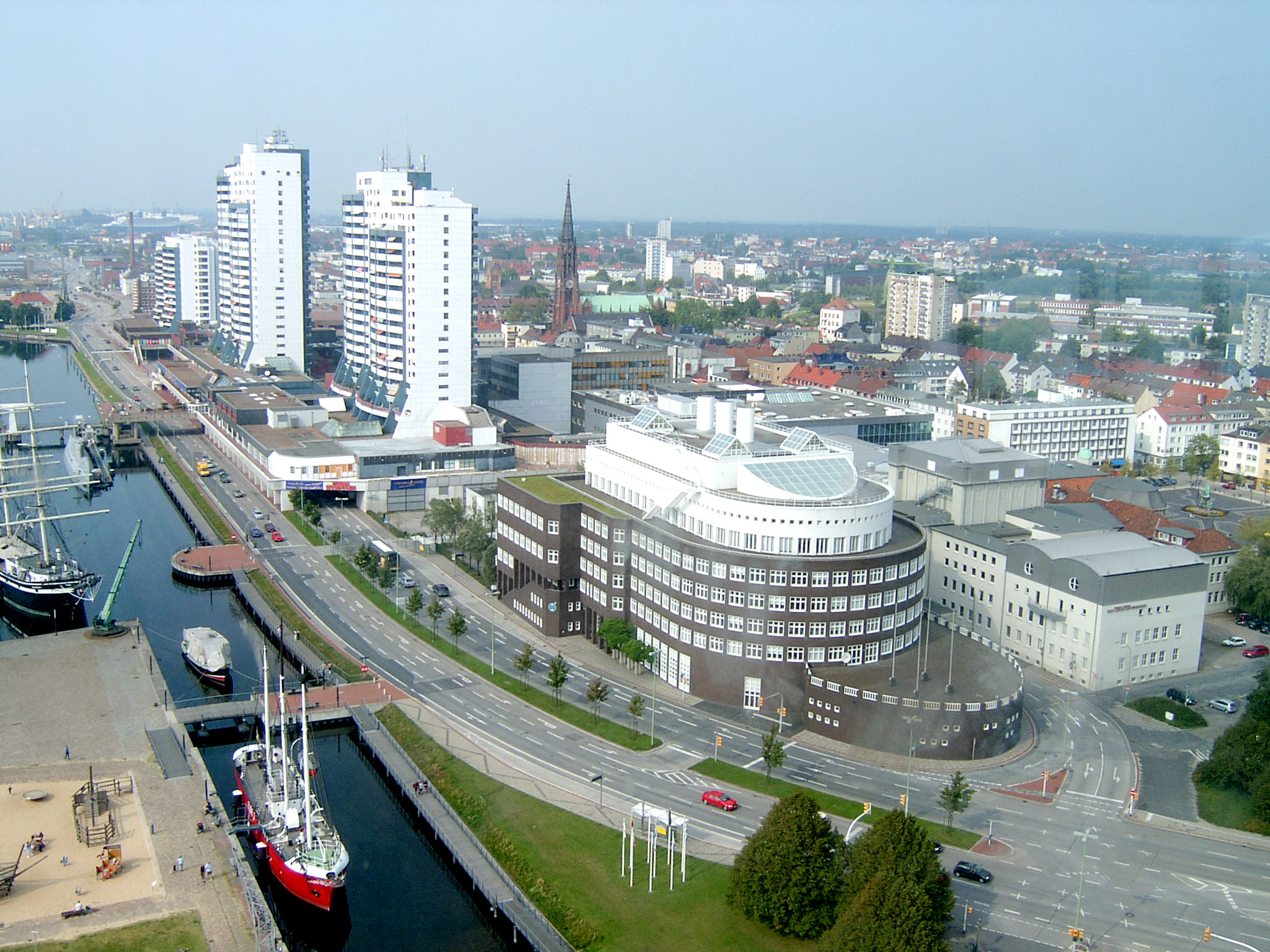
Widok z wieży radarowej

Bremerhaven – miasto (Stadtgemeinde) w Niemczech, w kraju związkowym Brema, którego jest eksklawą. Leży u ujścia Wezery do Morza Północnego. Największe miasto w Niemczech leżące nad Morzem Północnym.
Porty Bremy stanowią drugi co do wielkości port w Niemczech, po porcie w Hamburgu (4,4 mln TEU w 2024 roku). Miasto jest ośrodkiem przemysłu stoczniowego, rybnego, maszynowego, precyzyjnego oraz elektronicznego. Jest ważnym krajowym ośrodkiem naukowym (Morski Instytut Naukowy Alfred-Wegener-Institut) i kulturalnym.

## Podział administracyjny
Bremerhaven dzieli się na dwa okręgi administracyjne (Stadtbezirk): Nord i Süd. Okręgi te podzielone są na dziewięć dzielnic (Stadtteil), które dzielą się z kolei na 24 dzielnice (Ortsteil).
Dzielnice w okręgu administracyjnym Nord: 
- Lehe
- Leherheide
- Mitte
- Weddewarden

Dzielnice w okręgu administracyjnym Süd: 
- Fischereihafen
- Geestemünde
- Schiffdorferdamm
- Surheide
- Wulsdorf

## Historia
Obecne Bremerhaven obejmuje kilka wcześniejszych miast. Pierwotne miasto zostało założone jako port Bremy w 1827. 
W 1845 założono pobliskie konkurencyjne miasto Geestemünde, należące do Królestwa Hanoweru, które w 1927 wraz z miejscowościami Lehe i Wulsdorf utworzyło  miasto Wesermünde, należące do Prus. 
1 listopada 1939 Bremerhaven zostało częścią Wesermünde, wychodząc spod jurysdykcji kraju związkowego Bremy. Jednakże w 1947 miasto (wówczas Wesermünde) w całości zmieniło nazwę na Bremerhaven, wchodząc w skład landu Bremy.

## Transport

### Transport drogowy
Miasto posiada połączenie drogowe poprzez autostradę A27 z Cuxhaven i Bremą.

### Transport kolejowy
Miasto posiada połączenia kolejowe z Cuxhaven, Bremą i Hamburgiem.
Stacje kolejowe: Bremerhaven-Speckenbüttel, Bremerhaven-Lehe, Bremerhaven-Wulsdorf, Bremerhaven Hauptbahnhof.

### Transport wodny
Bremerhaven posiada połączenie wodne promem Weserfähre do miasta Nordenham, które leży po drugiej stronie Wezery.

## Współpraca
Miejscowości partnerskie:
- Francja: Cherbourg-Octeville
- Dania: Frederikshavn
- Wielka Brytania: Grimsby
- Rosja: Królewiec
- Finlandia: Pori
- Berlin: Steglitz-Zehlendorf
- Polska: Szczecin